# 新土尔扈特部
新土爾扈特部为清代蒙古之一部，在科布多城西，南至京師（北京）7000餘裡，東界新和碩特，南踰沙漠界新疆，西、北界阿爾泰烏梁海。清朝乾隆三十七年（1772年）以舍稜的新土尔扈特置左右二旗，所部二旗自爲一盟，曰青塞特奇勒圖盟（也作「青色特啟勒圖盟」或「青色哲勒圖盟」），在布尔根河一带游牧（今新疆维吾尔自治区青河县东南唐巴诺孜尔东南），隸科布多大臣兼轄，歸烏里雅蘇臺定邊左副將軍節制。民国初年划归阿爾泰區域，最终被新疆省政府废除并成为阿山专区的一部分，部分地区归属蒙古国。

## 青塞特奇勒圖盟两旗[5]

### 新土尔扈特左翼旗[6]
札薩克多羅弼里克圖郡王游牧，乾隆三十六年（1771年）九月舍稜封郡王，賜弼哩克圖號，乾隆三十七年十月授新土爾扈特盟長，轄左翼旗務，賜札薩克印。设一佐领。乾隆四十八年詔世襲罔替。同治七年 （1868年）后为土尔扈特亲王衔札萨克多罗郡王爵，1912年后为新土尔扈特札萨克亲王。
札薩克弼哩克圖多羅郡王世系：
- 舍稜 （舍楞、舍棱，旗祖） 21年 〔1771—1792年〕
- 策伯克扎布 （長子） 32年 〔1792—1824年〕
- 三都克多爾濟 （次子） 13年 〔1824—1837年〕
- 多諾魯布多爾濟（長子） 21年 〔1837—1858年〕
- 凌扎棟固魯布（長子，又译凌札栋古噜布）：咸豐八年（1858年）五月初一日襲封。同治七年（1868年）十月十七日，以守科布多出力，賜親王銜。同治十二年（1873年）因吉林官兵过境，捐输驼马牛羊，照例定价，共合银八千四百余两以助台力，奉上谕：著赏亲王衔，自凌札栋鲁布本身起，以亲王衔世袭三代，以昭激劝。光緒十年（1884年）正月十八日病故。其长子达密灵栋固鲁布于同治十年（1871年）因出痘病故。
- 密什克棟固嚕布（又译密锡克栋古鲁布、密西克栋固鲁布，密什克栋固噜布等，密親王）：为凌扎棟固魯布次子。生於同治七年（1868年）。光緒十年（1884年）五月二十九日襲封親王銜郡王。民國元年（1912年）10月19日由親王衔郡王晋封亲王[8]。1913年7月，外蒙古博克多汗国军队进攻阿尔泰地区的布尔根河和察罕通古（今蒙古国科布多省布尔干县东南）等地，胁迫当地蒙古部落归顺庫倫當局。新土尔扈特盟长密什克栋固鲁布亲王不愿依附蒙古政府，同年8月1日，率领左翼、右翼两旗共计三佐领、二百一十余户、两千余人，南迁至新疆省孚远县四厂湖一带。[9]时任新疆都督楊增新給予了妥善安排，資助各類物資，並「准在孚遠縣屬山內四廠湖一帶劃一地段以便駐牧，俟地方太平再回察罕果羅（即察罕通古）原牧居住」。到1917年，外蒙古平靜，密親王之子納木加旺登率領半數部眾返回布爾根河。1920年初，密什克棟固魯布携家眷進京，北洋政府财政部筹拨专款，由蒙藏院出面接待，2月17日覲見大总统，後赴五台山禮佛，返回新疆歸途中染病，1920年8月在归绥病故，享年53岁。[10][11]
- 納木加旺登（納親王）：民國四年（1915年）10月25日封為輔國公[12]。洪憲元年（1916年）2月21日加給貝子銜[13]。民國十年（1921年）2月5日承襲新土爾扈特扎薩克親王[14]。1930年卒。
- 察克德爾車林（察親王）：納木加旺登之子。1930年袭爵即位。1934年，察克德爾車林親王奉政府命令，將全部蒙民赴焉耆，在南路舊土爾扈特盟地居住。少壯有力者80餘家跟隨察親王赴焉耆，老弱貧窮者160家則散流奇台、孚遠（今吉木薩爾縣）、阜康、迪化各縣，飄零寄居。逃難來新的蒙民若干年來牲畜減少，有的無牲畜可牧，又無土地可耕，難以謀生，老弱轉死溝壑，壯者散於四方，人口損失極大。如在1936年，經南路舊土爾扈特盟汗王滿楚克札布調查，新土爾扈特蒙民在安寧渠住貧民95戶，在孚遠縣住貧民49戶，在阜康縣住貧民34戶，在呼圖壁住貧民35戶，約計人數1000餘名。有為人傭工者，有沿街乞討者，生活甚為悲慘。而作為其親王札薩克的察克德爾車林雖然四處請求賑濟，緩解了部民的生活問題，但畢竟治標不治本，部民四散求生，他根本無法約束。1940年，察克德爾車林親王被新疆边防督办盛世才逮捕殺害，其胞弟楊得克繼承親王爵位。
- 楊得克：察克德爾車林胞弟。1940年承襲，僅一年於1941年11月病逝。
- 宮世臣（宮親王）：經民眾推舉，親王宗族宮世臣承襲王爵。宮親王襲爵時，所轄屬民已經極少，只有不到100余戶，不足1000人。1943年，孚遠縣喇嘛昭蒙古族牧民受蒙古人民共和国挑撥，2000多人外逃，宮親王也被劫走，他不願叛離中國，中途伺機背印逃回。當時的縣長孔慶文認為宮親王攜印歸來有功，上報新疆政府，省政府即委以省府委員職，將他安置在迪化。但是他雖有爵位，卻基本沒有了屬民，成為了名副其實的空頭王爺。到1949年時，能夠查找到的新土爾扈特盟蒙古人，僅在孚遠縣有100多戶。而新土爾扈特盟末代親王宮世臣，是歷任親王中最有學問的一個。其人畢業於新疆簡易師範學校，曾任和靖縣小學校長、文化會主任等職，還當選過國民政府第一屆監察委員，於1952年病逝。

### 新土尔扈特右翼旗
札薩克固山烏察喇勒圖貝子游牧，舍稜從子（一说族侄）沙喇扣肎父巴圖爾烏巴什，爲準噶爾台吉噶爾丹策零壻。乾隆二十三年（1758年）沙喇扣肎從舍稜竄奔額濟勒河。乾隆三十六年（1771年）九月來降封贝子，賜烏察喇勒圖號。乾隆三十七年（1772年）十月授副盟長轄右翼旗務。设两佐领。乾隆四十八年（1783年）詔世襲罔替。 
札薩克烏察喇勒圖固山貝子世系：
- 沙喇扣肯（沙喇扣肎，旗祖）58年 〔1771一1829年〕
- 車林多爾濟（次子）11年 〔1829—1840年〕
- 烏爾圖那遜（烏爾圖子那遜，子） 29年 〔1842—1871年〕
- 精米特（精密特、锦米特，長子） 8年 〔1871—1878年〕光绪四年（1878年）十月初七日偶染热症病故。
- 喇特那巴咱爾（拉特纳巴杂尔，長子） 12年 〔1879—1891年〕：1852年生。光绪五年（1879年）六月初八日承爵。
- 瑪克蘇爾扎布（長子） 21年 〔1891—1912年〕：生于1871年。民國元年（1912年）10月19日晋封多罗貝勒[8]，民國十六年八月二十五日任命為新土爾扈特盟盟長[15]。